# Gaetano Orlandi
Gaetano Orlandi (1786 circa – Bologna, dopo il 1842) è stato un pittore italiano neoclassico.

## Biografia

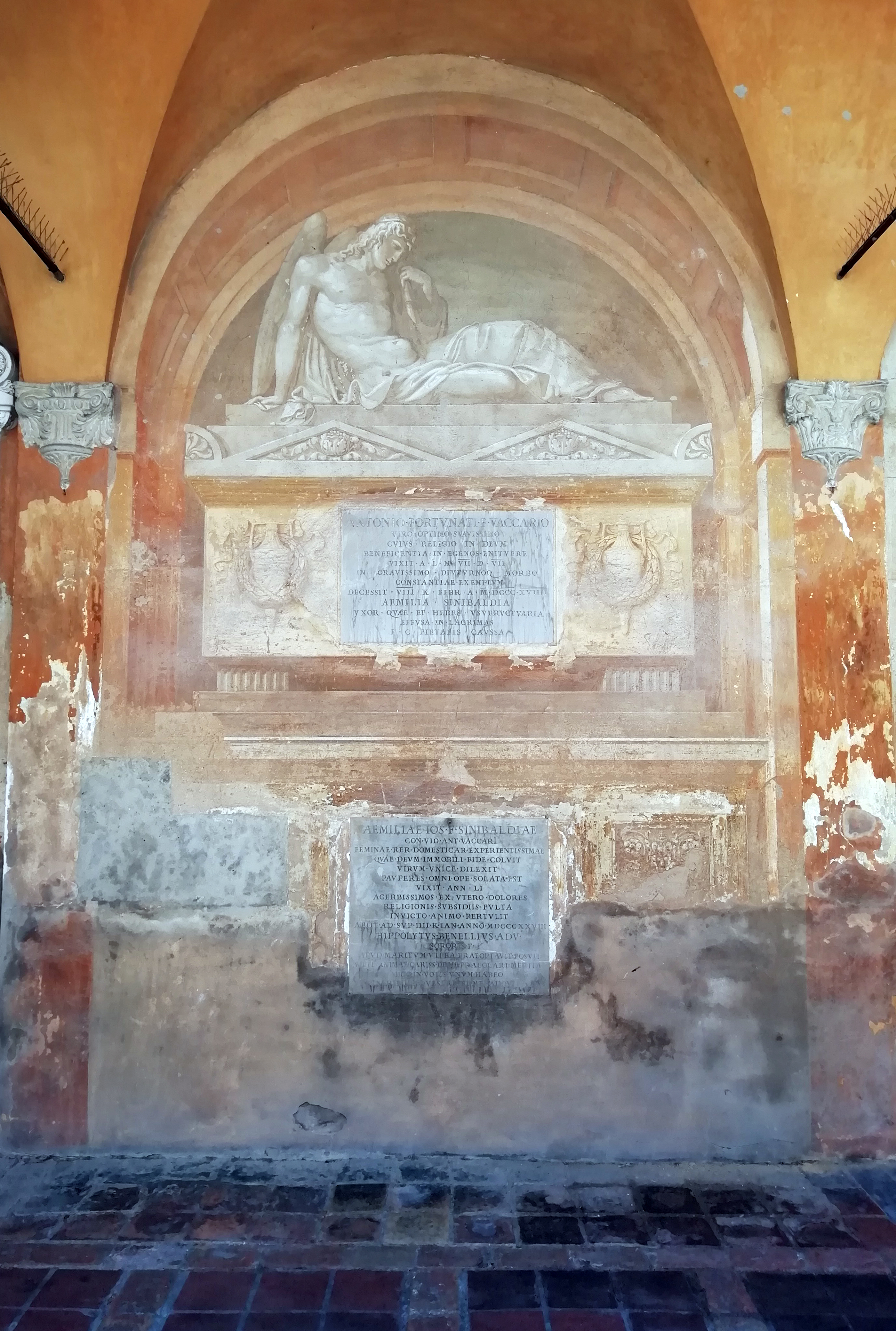
Monumento Vaccari alla Certosa

Sono poche le notizie che riguardano questo pittore ornamentalista specializzato in paesaggi, che secondo diverse fonti era bolognese. Nato intorno al 1786, fu attivo in seno all'Accademia di Belle Arti di Bologna dal 1805 al 1820, partecipando ai corsi di decorazione ornamentale e pittura. Nel 1817, alla cerimonia di premiazione dell'Accademia, presentò un ornamento ad acquerello tratto dall'opera originale del suo maestro Leandro Marconi, una marina ad acquerello tratta da un disegno del professor Luigi Busatti della Pontificia Accademia ed un paesaggio ad olio. In un'altra occasione, nel 1819, espose due paesaggi ad olio. Lo stesso anno fu tra i collaboratori di Antonio Basoli, che ricordava di aver lavorato insieme a un paesaggista di nome Orlandi. In questo periodo fu attivo anche alla Certosa di Bologna, dove collaborò con Napoleone Angiolini alla tomba di Antonio Vaccari. Le fonti dimostrano che nel 1842 era ancora vivo poiché quell'anno espose altri due paesaggi ad olio . Fu anche allievo dell'incisore e pittore Paolo Borroni.

## Opere
Elenco non esaustivo delle sue incisioni:
- Via Crucis, olio su tela, XIX secolo, Chiesa Santa Maria Assunta, Lungavilla[2]